# Daryl Bultor
Daryl Bultor (17 de noviembre de 1995) es un jugador profesional de voleibol francés, juego de posición central. Desde la temporada 2018/2019, ha estado jugando en para el equipo Arago de Sète.

## Palmarés

### Selección nacional
Campeonato Europeo Sub-21:
- 2014

Liga Mundial:
- 2017[1][2]